# Stor-Flotjärnen
Stor-Flotjärnen är en sjö i Strömsunds kommun i Jämtland och ingår i Ångermanälvens huvudavrinningsområde. Sjön har en area på 0,136 kvadratkilometer och ligger 433,1 meter över havet.

## Delavrinningsområde
Stor-Flotjärnen ingår i det delavrinningsområde (714662-147073) som SMHI kallar för Utloppet av Fånsjön. Medelhöjden är 437 meter över havet och ytan är 30,28 kvadratkilometer. Räknas de 10 avrinningsområdena uppströms in blir den ackumulerade arean 100,08 kvadratkilometer. Flåsjöån (Stensjöbäcken) som avvattnar avrinningsområdet har biflödesordning 3, vilket innebär att vattnet flödar genom totalt 3 vattendrag innan det når havet efter 248 kilometer. Avrinningsområdet består mestadels av skog (79 procent). Avrinningsområdet har 6,05 kvadratkilometer vattenytor vilket ger det en sjöprocent på 14,5 procent.